# Flucht in den Norden
Flight North (em alemão: Flucht in den Norden, em finlandês Pako pohjoiseen) é um filme de drama alemão-finlandês de 1986 dirigido por Ingemo Engström. Ele foi apresentado na 36ª edição do Festival de Berlim.

## Elenco
- Katharina Thalbach como Johanna
- Jukka-Pekka Palo como Ragnar
- Lena Olin como Karin
- Tom Pöysti como Jens
- Britta Pohland como Suse
- Käbi Laretei como Mãe